# Александър Попов (физик)
Вижте пояснителната страница за други личности с името Александър Попов.
Александър Степанович Попов е руски учен (физик, професор), електро- и радиоинженер, изобретател, директор (ректор) на Петербургския електротехнически институт.
Роден е в Туринские рудники в Урал на 16 март 1859 г.

## Научна дейност

### Ранна изследователска дейност
Завършва блестящо университет през 1883 г. и получава покана да преподава в Минния офицерски клас в Кронщат – по онова време единственото учебно заведение, подготвящо специалисти електротехници. Знаейки, че там има прекрасна лаборатория по физика и ценна библиотека, Попов се отказва от другите предложения и заминава за Кронщат. Там съвместно с преподавателската си работа развива голяма изследователска дейност в областта на електротехниката.

### Изследване на електромагнитните вълни
През онези години германският учен Хайнрих Херц открива съществуването на електромагнитните вълни и доказва тяхното родство със светлината. Заинтересуван от това откритие, Попов започва внимателно да изследва електромагнитните вълни. За разлика от повечето учени, виждащи в тези вълни просто любопитно физическо явление, той съумява да оцени тяхното практическо значение и се насочва към техническата реализация на откритието — създаване на прибор за приемане на сигнали от разстояние. След провеждането на редица опити ученият установява, че присъединяването към прибора на проводник, изправен нагоре, и проводник, съединен със земята, рязко увеличава обсега на неговото действие, т.е. Попов изобретява антената и заземяването.
На 7 май 1895 г. в препълнената зала за заседания на Руското физико-химично общество Попов прави съобщение за първите резултати от своята работа и демонстрира създадения от него радиоприемник. (Тази дата се смята за рожден ден на радиото в СССР.) По-малко от година след това Попов създава цял комплекс с апаратура за безкабелно предаване на телеграфни сигнали. През март 1896 г. на заседание на Руското физико-химично общество извършва първото в света предаване на радиограма на разстояние около 250 метра.
През есента на 1897 г. Попов пренася своите опити на кораби от Балтийския флот и през пролетта на следващата година получава надеждна връзка на разстояние около 5 км между транспортния кораб „Европа“ и крайцера „Африка“. По време на изпитанията на новия радиопредавател изобретателят прави още едно важно откритие: забелязва, че електромагнитните вълни се отразяват от корабите. Това откритие става основата, от която впоследствие се развива радиолокацията – нов отрасъл на радиотехниката.
С приключването на опитите за радиовръзка между кораби Попов съставя отчет за възможностите за радионавигация и радиопеленгация.

### Световна известност
Въпреки това морското ведомство малко се интересува от работата на учения и само случайността му помага да реализира изобретението си практически. В късната есен на 1899 г. от Кронщат на околосветско плаване тръгва броненосецът „Генерал-адмирал Апраскин“. Едва излязъл от пристанището, попада в жестока снежна буря, отклонява се от курса и се удря в подводни скали до остров Гогланд. Опитите да бъде отстранен от скалите са неуспешни, а настъпващите студове сковават кораба в лед. За осъществяване на спасителната операция била крайно необходима връзка с щаба на флота. Тогава си спомнят за изобретателя на безжичния телеграф. На Попов е възложена задача да осъществи така необходимата връзка с помощта на новото изобретение. Дотогава е била осъществявана връзка на не повече от 30 км. В този момент за първи път е направена радиовръзка на разстояние повече от 40 км. Връзката работи безотказно през цялото време на спасителната операция.
Всички вестници в света подробно съобщават за тези събития, прославяйки новото средство за връзка и неговия изобретател Попов. Този случай убедително доказва огромното значение на радиотелеграфа на Попов. Издадени са патенти в Русия, Англия, Франция и други страни.

## Последни години
През 1901 г. Попов е избран за почетен член на Руското техническо общество и председател на Руското електротехническо общество при Петербургския електротехнически институт. В същата година е назначен за професор по физика в същия институт.
През 1903 г. Попов участва в международна радиотелеграфна конференция в Берлин, делегатите на която единодушно го приветстват като изобретател на радиото. През 1905 г. го избират за директор (ректор) на Петербургския електротехнически институт. Работата на този пост в бурните времена на първата руска революция е много трудна. Често е викан за обяснения при министъра на вътрешните работи. Получава удар и умира на 31 декември 1905 г.